# Paralypha aberrans
Paralypha aberrans är en tvåvingeart som beskrevs av Louis-Paul Mesnil 1963. Paralypha aberrans ingår i släktet Paralypha och familjen parasitflugor. Inga underarter finns listade i Catalogue of Life.